# يوزين ميثيلين أزرق

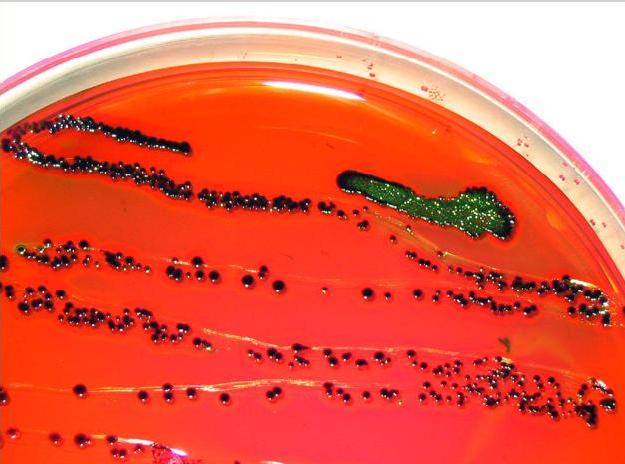
E.Coli على آغار يحوي صبغة EMB

صبغة يوزين ميثيلين الأزرق (بالإنجليزية: Eosin methylene blue)‏ (يرمز لها اختصاراً EMB، وتعرف أيضاً باسم «صياغة ليفين») وهي صبغة اختيارية للبكتيريا سالبة الغرام .تحتوي على صبغة سامة للبكتيريا موجبة الغرام وأملاح الصفراء السامة للبكتيريا سلبية الغرام غير القولونِيَّات. يوزين ميثيلين الأزرق هو اختياري وتفاضلي الأوساط للقولونِيَّات. وهي مزيج من صبغتين، يوزين وميثيلين أزرق بنسبة 1:6 من التطبيقات المشهورة للصبغة في تحضير آغارُ اليُوزينِ وَزُرْقَةِ المِتيلين، أوساط الأحياء الدقيقة التفاضلية والتي تثبط قليلاً من نمو بكتيريا موجبة الغرام وتدعم اللون الكاشف الذي يميز بين الكائنات الحية التي تخمر اللاكتوز متل (إشريكية قولونية) والتي لا تخمر مثل (سالمونيلا شيغيلا)، الكائنات التي تخمر اللاكتوز تظهر «المستعمرات التي تملك النواة»—مستعمرات غامقة المركز.
هذا الوسط هو ضروري في المختبرات الطبية عن طريق استخدامه ككاشف للميكروبات الممرضة في مدة قصيرة من الزمن.
اللاكتوز سريع التخمر ينتج أحماض التي تقلل من الرقم الهيدروجيني. هذه صبغة تشجع امتصاصها من قبل المستعمرات التي تصبغ الآن باللون البنفسجي-الأسود.
اللاكتوز الذي لا يتخمر ممكن أن يزيد من الرقم الهيدروجيني عن طريق نزع الأمين من البروتين وهذا يضمن عدم امتصاص الصبغة، بالتالي المستعمرات ستبقى بلا لون.
في صبغة يوزين ميثيلين الأزرق إذا زرعت بكتريا إشريكية قولونية ستعطي بريق أخضر فلزي مميز (يؤدي إلى اختلاف خصائص الاصطباغ، حركة بكتيريا الإشريكية القولونية عن طريق السوط، والأحماض الناتجة عن التخمر). بعض الأنواع من البكتيريا «اللَّيمونِيَّة» و«الأَمْعائِيَّة» أيضاً تتفاعل مع هذه الصبغة.
هذا الوسط صمم بشكل محدد لا يضمن نمو البكتيريا موجبة الغرام.
صبغة يوزين ميثيلين الأزرق تحتوي على مكونات رئيسة:
بِبْتُون، لاكتوز، فوسفات ثنائي البوتاسيوم، صبغة يوزين، صبغة أزرق الميثيلين، أغار.
هنالك أيضاً أغار يوزين ميثيلين الأزرق لا يحتوي على لاكتوز.